# Anolis townsendi
Anolis townsendi (кокосовий аноліс) — вид ігуаноподібних ящірок родини анолісових (Dactyloidae). Ендемік Коста-Рики.

## Поширення і екологія
Кокосові аноліси є ендеміками острова Кокос в Тихому океані. Вони живуть по всьому острову, серед рослинності, каміння і будівель.